# Severino Negri
Severino Negri (* 12. Dezember 1979 in Zürich) ist ein Schweizer Schauspieler.

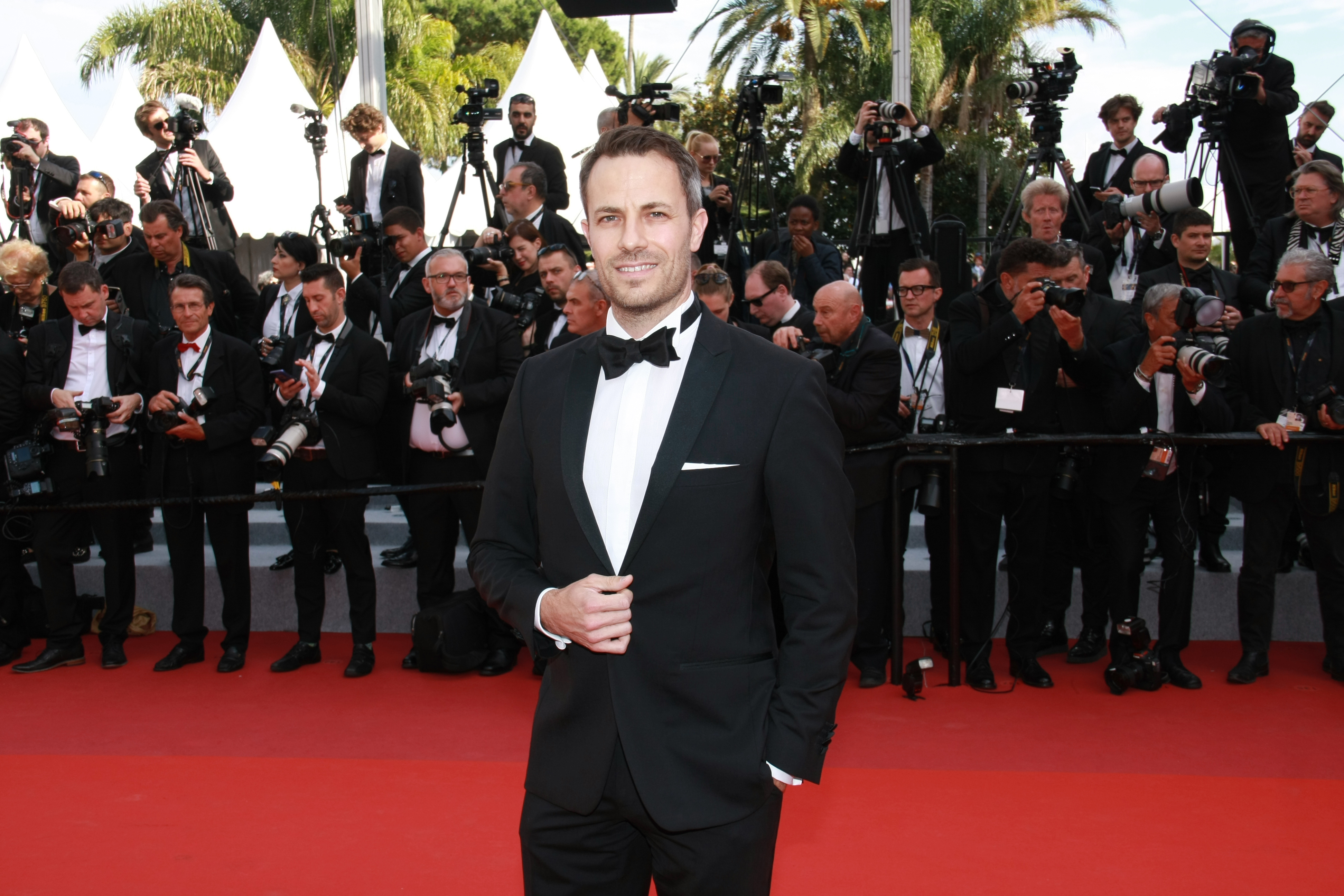
Severino Negri in Cannes 2019

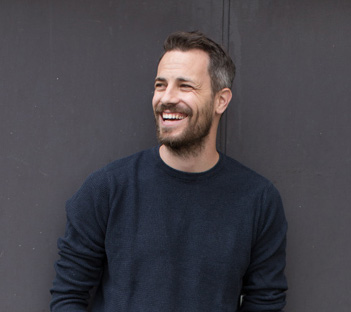
Severino Negri

## Leben
Seine ersten Schritte als Schauspieler machte er im Alter von fünfzehn Jahren auf einer Theaterbühne. Er begann mit kleinen Nebenrollen und arbeitete sich bis zu den Hauptrollen vor. Hauptsächlich spielte er Komödien und Farcen. Seine Schauspielausbildung erhielt Severino an der Film- und Fernsehschauspielschule EFAS (European Film Actor School) in Zürich, sowie an der Tankstelle in Berlin bei Sigrid Andersson (10er-Block-System). Er absolvierte verschiedene Schauspielworkshops bei Bernard Hiller (Advanced Masterclass) in Los Angeles und London.
Seit 2003 wird er als Schauspieler, Sprecher und Model für Werbung im Druck, Fernsehen und Kino gebucht. Er arbeitete unter anderem mit Regisseuren wie Aleta Chappelle, Nicole Garcia, Reto Salimbeni, Eli Sverdlov und Lydia Zimmermann oder mit den Schauspielerinnen Carla Juri und Barbara Terpoorten.
2023 gewann er mit seinem Film Through The Wall den Preis für den besten Kurzfilm an den New York International Film Awards (NYIFA) in New York. Er hat dazu das Drehbuch geschrieben, zusammen mit Timur Örge Regie geführt und die Hauptrolle gespielt.
Nebenbei tritt er auch als Zauberer auf. Später erweiterte er sein Repertoire um Gedankenlesen und andere Mentalkunststücke.
Nebenbei schreibt er Drehbücher, alleine und auch in Zusammenarbeit mit anderen. Vereinzelt tritt er auch als Produzent auf.

## Filmografie (Auswahl)
Filme
- 2014: 10 Franc – Das Wiedersehen (Kurzfilm)
- 2014: Von Liebe Umgeben (Kurzfilm)
- 2014: Zufall (Kurzfilm)
- 2014: Run Boy Run (Kurzfilm)
- 2014: The Wellington (Kurzfilm)
- 2016: Fever (Musikvideo)
- 2017: High Horses (Kurzfilm)
- 2017: The Pickup Artist (Kurzfilm)
- 2017: Where The Edelweiss Are
- 2019: Red Dress Soliloquy
- 2020: Lovers – Die Liebenden (Amants)
- 2020: The Trap (Kurzfilm)
- 2023: Through The Wall (Kurzfilm)

Fernsehen
- 2016: Der Bestatter (Fernsehserie)
- 2018: Tatort: Die Musik stirbt zuletzt (Fernsehserie)
- 2019: Crash Landing on You (Fernsehserie)